# The Cherrytree Sessions (Robyn)
The Cherrytree Sessions è un EP della cantante svedese Robyn, pubblicato nel 2009.

## Tracce
1. Be Mine! (Acoustic Version) – 4:32
2. With Every Heartbeat (Acoustic Version) – 3:42
3. Bum Like You (Acoustic Version) – 3:48